# Anglo-German Club (Hamburg)
Der Anglo-German Club ist ein 1948 gegründeter Verein in Hamburg. Offizieller Vereinszweck ist die Förderung der deutsch-britischen Beziehungen. Der Verein residiert seit der Gründung in einer denkmalgeschützten Villa am Harvestehuder Weg 44 an der Außenalster.

## Geschichte

### Gründung
Nach Ende des Zweiten Weltkrieges 1945 befand sich Hamburg in der britischen Besatzungszone und wurde von einem britischen Regionalkommissar verwaltet. Unter den von der Militärregierung beschlagnahmten 1500 Häusern und Wohnungen befand sich auch die Villa der Familie Müller am Harvestehuder Weg 44, die von Briten als Offiziersunterkunft genutzt wurde. Obwohl Hamburg durch seine Handelskontakte schon im 18. und 19. Jahrhundert als britischste aller deutscher Städte galt, gab es auch aufgrund der großen Wohnungsnot immer wieder Konflikte zwischen der britischen Militärregierung und dem Hamburger Senat unter den Bürgermeistern Rudolf Petersen (1945/46) und Max Brauer (1946–1949), die dadurch verschärft wurden, dass neben den Hamburgern und vielen Flüchtlingen im Sommer 1947 rund 30.000 Briten in der Hansestadt arbeiteten. Diese angespannte Lage brachte den stellvertretenden Regionalkommissar John Dunlop 1948 auf die Idee, in den Räumen der bis dato von britischen Offizieren genutzten Villa einen Club nach britischem Vorbild zu gründen, der die Beziehungen zwischen Briten und Deutschen wieder auf eine freundschaftliche Basis stellen sollte. Es gelang ihm, hierfür eine Reihe prominenter Politiker der Hansestadt als Gründungsmitglieder zu gewinnen, zu denen neben dem Bürgermeister Max Brauer auch die späteren Bürgermeister Kurt Sieveking (damals Senatssyndikus und Verbindungsperson zur Militärregierung), Paul Nevermann (damals Bausenator) und Herbert Weichmann (damals Präsident des Rechnungshofes) gehörten. Ebenfalls Gründungsmitglieder wurden bedeutende Wirtschaftsvertreter der Stadt, wie der Präses der Handelskammer Hamburg Albert Schäfer, der Vizepräses Erik Blumenfeld, der Präsident der Hamburger Landeszentralbank Karl Klasen oder die Verleger Ernst Rowohlt, John Jahr und Axel Springer. Letzterer bekam im Anglo-German Club im Oktober 1948 seine Lizenz mit der Erlaubnis zum Druck des Hamburger Abendblattes vom Direktor der staatlichen Pressestelle Erich Lüth überreicht.
Von Anfang an stand neben der Aussöhnung von Briten und Deutschen auch die internationalen Verbindungen von Politik und Wirtschaft im Mittelpunkt, die zunächst dazu dienten, die internationale Akzeptanz Deutschlands wiederherzustellen.

### Entwicklung
Seit den 1960er-Jahren, in denen der Privatbankier Heinrich Freiherr von Berenberg-Gossler als Gesellschafter der Berenberg Bank den Vorsitz übernahm, entwickelte sich der Anglo-German Club zunehmend auch zu einem Wirtschaftsclub, mit einem Schwerpunkt auf dem Bankwesen. Bundesbankpräsident Karl Blessing gründete hier eine „Mittwochsrunde“ hanseatischer Bankiers. Der damalige Bundeswirtschaftsminister Karl Schiller war 1948 schon als 37-jähriger Bürgerschaftsabgeordneter Gründungsmitglied geworden. So blieb auch der politische Austausch ein Schwerpunkt. In den Folgejahren trafen sich die Bundeskanzler Helmut Schmidt und Helmut Kohl während ihrer Kanzlerschaften hier zu vertraulichen Gesprächen hinter verschlossenen Türen. Auf der Rednerliste standen und stehen seitdem zumeist Unternehmer und Banker wie August Oetker, Theo Sommer, Michael Otto oder Josef Ackermann, nationale Politiker wie Peer Steinbrück oder Bundespräsident Joachim Gauck bzw. internationale Gäste wie Michail Gorbatschow und Shimon Perez. Allerdings wurde die deutsch-britische Tradition nie vergessen. Deutsche und britische Minister kamen hier zu informellen Treffen zusammen und mit Rednern wie den britischen Politikern Douglas Hurd und Michael Heseltine oder Autoren wie Frederick Forsyth und John le Carré wurde an die Gründungsidee angeknüpft. Prince Andrew durfte gar unter dem Porträt seiner Mutter Platz nehmen. Eine veröffentlichte Redner-Liste gibt es nicht. Auf die Frage nach prominenten Gästen, die hier Einlass fanden, pflegte der langjährige Präsident Heinrich von Berenberg-Gossler mit einer Gegenfrage zu antworten: „Welche nicht?“
1997 wurde mit Claus-Günther Budelmann nicht nur ein Nachfolger von Heinrich von Berenberg-Gossler als Gesellschafter der Berenberg-Bank auch dessen Nachfolger als Vorsitzender des Anglo-German Clubs, sondern dieser folgte 2007 auch der Tradition des Gründungsmitglieds John Dunlop und wurde britischer Honorarkonsul in Hamburg.

### Vereinsvorsitzende

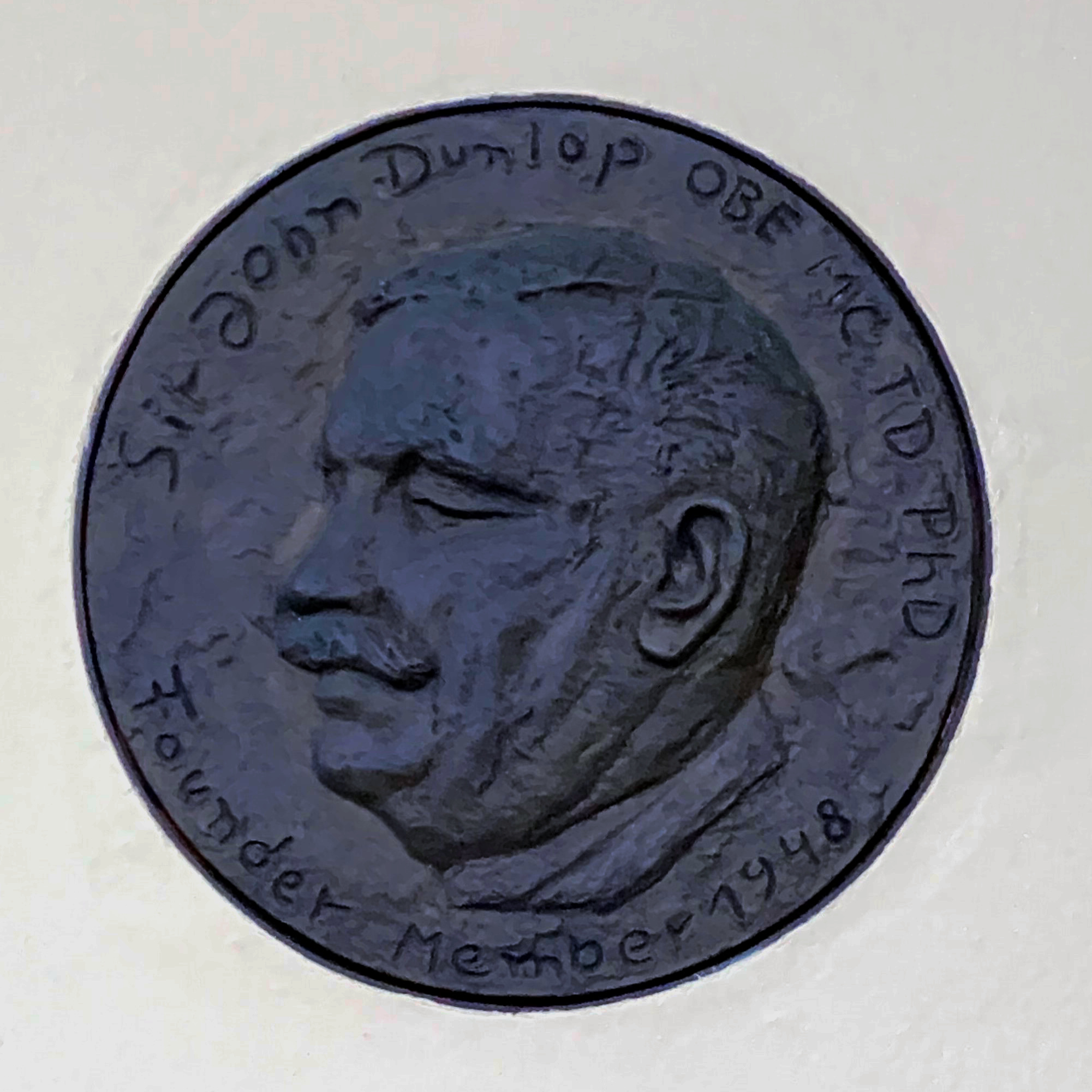
Plakette von Sir John Dunlop
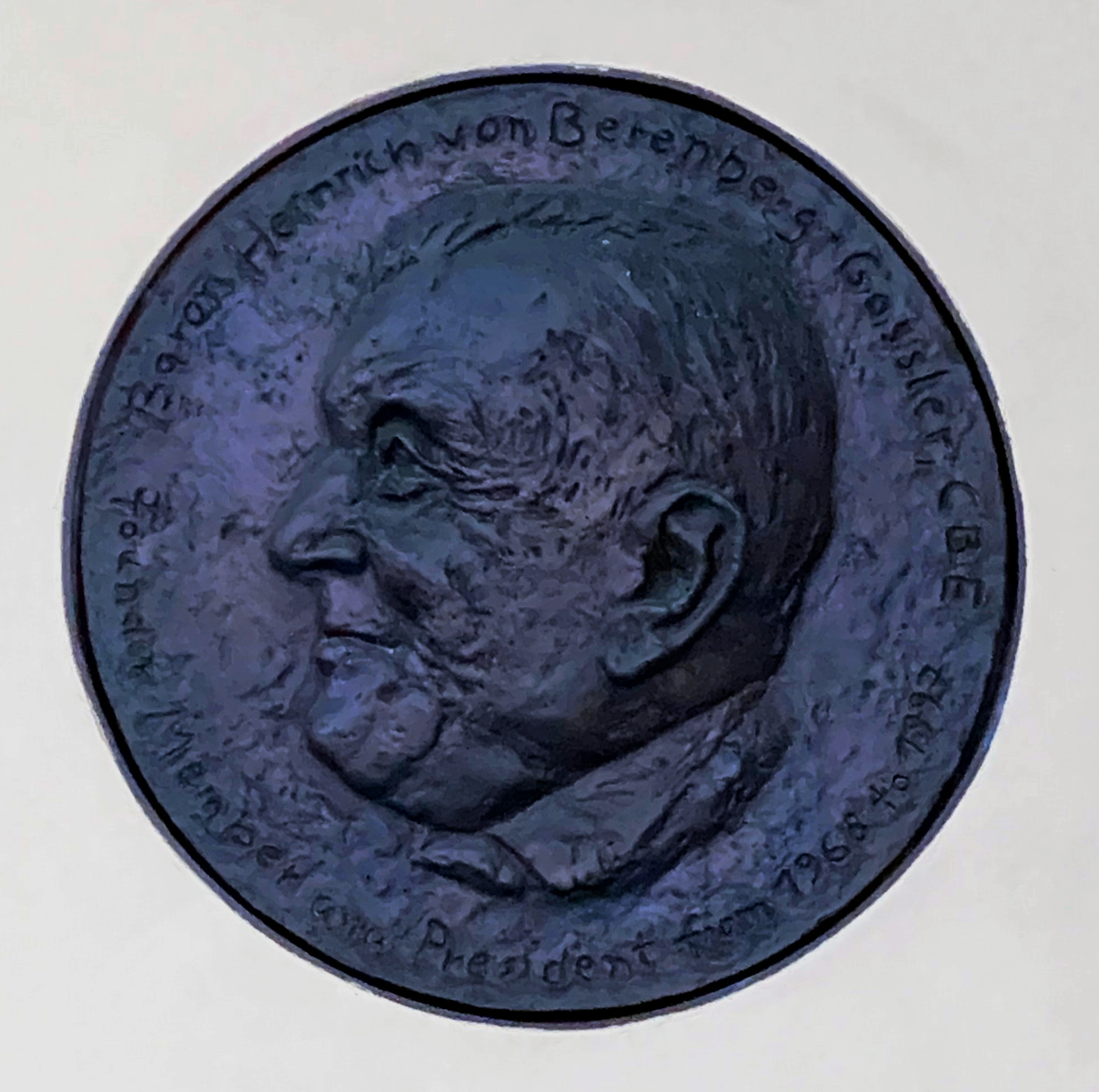
Heinrich von Berenberg-Gossler

Der Vorsitz ist ehrenamtlich. Die bisherigen Vorsitzenden sind:
- 1948 bis 1949: Sir Vaughan Berry (1891–1979), Zivilgouverneur der Britischen Militärregierung für Hamburg
- 1949 bis 1968: Sir John Dunlop (1892–1974), Regionalkommissar der Britischen Militärregierung, dann Britischer Honorarkonsul in Hamburg
- 1968 bis 1997 Heinrich Freiherr von Berenberg-Gossler (1907–1997), Privatbankier und Gesellschafter der Berenberg Bank
- Seit 1997: Claus-Günther Budelmann (* 1944), Privatbankier, Gesellschafter der Berenberg Bank und 2007 bis 2015 Britischer Honorarkonsul in Hamburg

## Veranstaltungen
Zu den regelmäßig wiederkehrenden Veranstaltungen gehören Abendessen mit prominenten englischen und deutschen Gästen aus Politik, Wirtschaft und Kultur, ein alljährliches Golfturnier, das Christmas-Dinner mit bekannten Künstlern, und die Garden Party, die in jedem Jahr zu Ehren der englischen Königin Elisabeth II. anlässlich ihres Geburtstages veranstaltet wird.
Der Club unterstützt darüber hinaus Institutionen wie die Englische Kirche in Hamburg und vergibt Stipendien an deutsche Studenten zum Studium in England bzw. an britische Studenten zum Studium an einer deutschen Universität.

## Organisation
Der Club hat derzeit gut 1100 Mitglieder, darunter 70 Junioren. Für eine Mitgliedschaft ist das Interesse an deutsch-britischen Beziehungen sowie die Unterstützung durch drei „Bürgen“ Voraussetzung. Über die Aufnahme entscheidet der Vorstand. Im Clubhaus werden Herren gebeten, Jackett und Damen entsprechende Kleidung zu tragen.
Der Vorstand besteht aus dem Vorsitzenden, seinem Stellvertreter, dem Schriftführer, dem Schatzmeister sowie vier Beisitzern. Ehrenvorsitzende sind jeweils der Botschafter des Vereinigten Königreiches Großbritannien und Nordirland in Berlin (bis 2006 der Generalkonsul des Vereinigten Königreiches Großbritannien und Nordirland in Hamburg) sowie der Erste Bürgermeister der Freien und Hansestadt Hamburg.

## Villa am Harvestehuder Weg 44

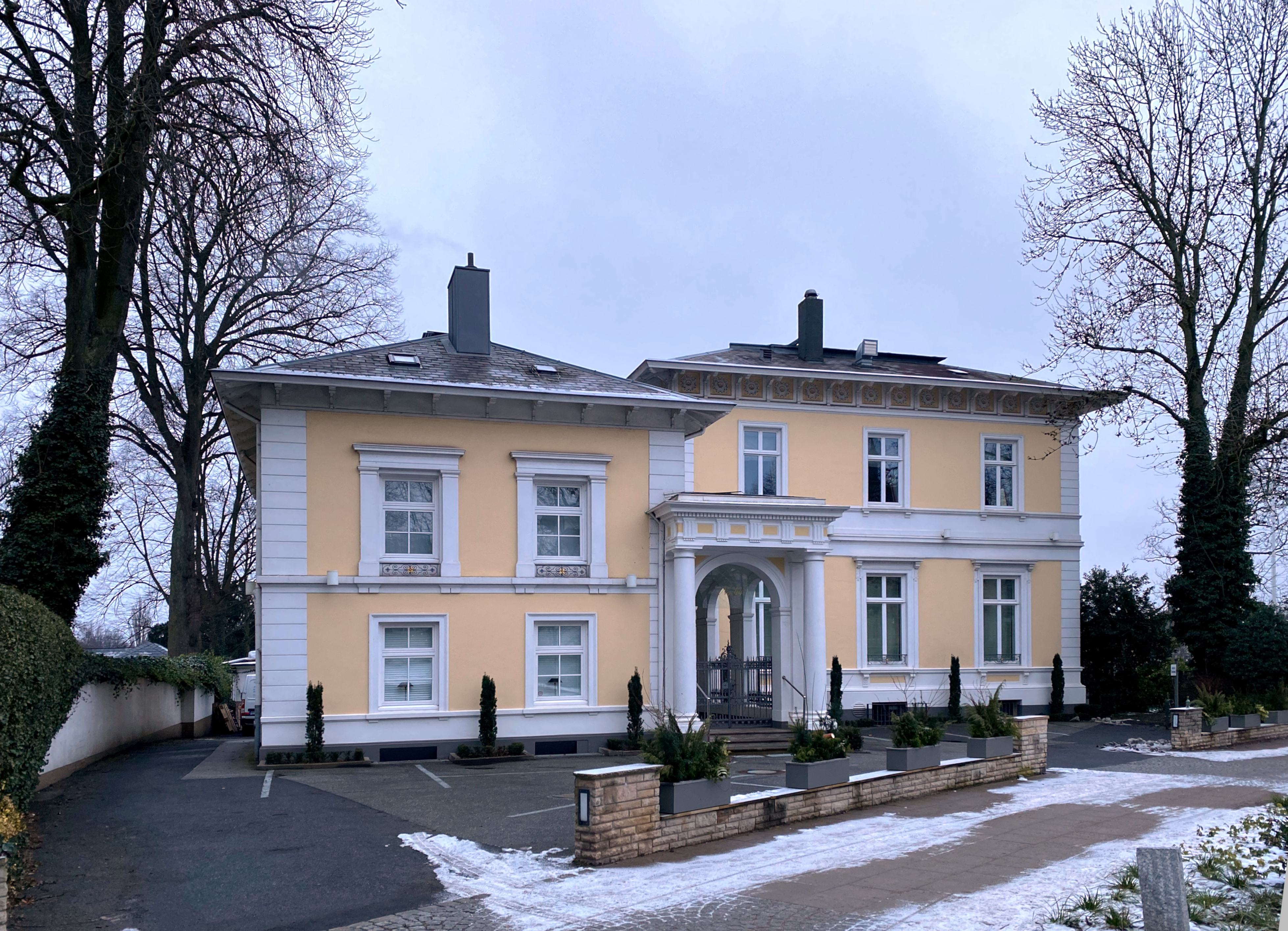
Villa am Harvestehuder Weg 44

Ab 1860 ließ die Familie Bielenberg nach Plänen der Hamburger Architekten Martin Haller und Hermann Geißler ein Wohnhaus am Harvestehuder Weg 44 errichten. Fertiggestellt wurde der heute denkmalgeschützte Bau von 1865 bis 1866.
1901 wurde sie an Gustav Müller (1856–1936) verkauft, Hamburger Kaffeekaufmann und Konsul von El Salvador. Zu dieser Zeit war das Grundstück 14.000 m² groß, grenzte direkt an die Alster und umfasste neben der Villa noch ein altes strohgedecktes Bauernhaus mit Kuhstall und Hühnerhof, einen Ententeich sowie Weideland. 1911 verkaufte Müller die südlichsten 4.000 m² des Grundstückes, ließ das Bauernhaus abreißen und ließ 1906 nach Plänen von Paul Schöss stattdessen ein Treibhaus und ein Gärtnerhaus errichten, das mit dem Wohnhaus verbunden war. Die Villa selbst wurde von dem inzwischen 76-jährigen Martin Haller zu ihrer heutigen Form umgebaut und erhielt mit ihrem offenen Säulengang zur Haustür den Stil eines oberitalienischen Landhauses.
Nach Ende des Zweiten Weltkrieges 1945 wurde das Anwesen von der britischen Besatzungsmacht beschlagnahmt und als Residenz für britische Offiziere genutzt. Nach Beendigung der Besatzung wurde das Haus an die Eigentümerfamilie zurückgegeben, die es an den Anglo-German Club vermietete. Nachdem die Stadt Hamburg zunächst das Gartenland als öffentliche Grünanlage und schließlich auch den Uferstreifen als öffentlichen Weg beanspruchte, verkaufte die Erbengemeinschaft das mittlerweile nur noch 4.117 m² große Grundstück samt Gebäuden an die Stadt, die ebenfalls einen Mietvertrag mit dem Club abschloss. 1989 erwarb schließlich der Anglo-German Club das Haus sowie das Erbbaurecht am Grundstück. 2006 kaufte der Anglo-German-Club von der Stadt einen Teil des in Erbbaurecht befindlichen Grundstücks und gab den anderen Teil samt einer Kaufoption zurück.
Im Gebäudeinneren gibt es heute eine große Lounge mit Kamin und weitem Blick auf die Alster, ein geräumiges Kaminzimmer im Erdgeschoss mit einem halben Dutzend Sitzecken, eine Bar auf jeder Etage, das weitläufige Restaurant mit 60 Plätzen, ebenfalls mit Blick auf die Alster, und zwei große Veranstaltungsräume im Obergeschoss.